# Xenòfanes (ambaixador atenenc)
Xenòfanes (Xenophanes, Ξενοφάνης) fill de Cleòmac, fou un ambaixador nadiu d'Atenes que el rei Filip V de Macedònia va enviar a Hanníbal per buscar una aliança amb el cartaginès en els darrers anys del segle iii aC.
Xenòfanes va intentar arribar a Càpua i fou detingut pel camí pels romans. Xenòfanes va dir llavors al pretor Marc Valeri Leví que estava de camí cap a Roma per un tractat d'aliança entre la república i el regne de Macedònia; Leví li va donar una escorta fins a Roma; una vegada allí va aprofitar per tornar a intentar arribar a Hanníbal, però fou capturat per un vaixell romà; altre cop va intentar fer-se passar per ambaixador davant Roma, però aquesta vegada no fou cregut i fou reenviat a Roma i empresonat.